# Llista de topònims de Duesaigües
Llista de topònims (noms propis de lloc) del municipi de Duesaigües, al Baix Camp
Informació actualitzada per un bot. Els canvis manuals es perdran quan s'actualitzi!

## font
| imatge | Nom               | Ubicat a   | instància de | Detalls | coordenades                                                          | Protecció | Commons (més fotos) | Dades a WD                    |
| ------ | ----------------- | ---------- | ------------ | ------- | -------------------------------------------------------------------- | --------- | ------------------- | ----------------------------- |
|        | font de l'Avellar | Duesaigües | font         |         | 41° 10′ 14″ N, 0° 54′ 16″ E / 41.1704824780733°N,0.904424004708024°E |           |                     | Modifica les dades a Wikidata |
|        | font de l'Heura   | Duesaigües | font         |         | 41° 09′ 37″ N, 0° 56′ 30″ E / 41.160346291341°N,0.94169330207284°E   |           |                     | Modifica les dades a Wikidata |
|        | font del Barrancó | Duesaigües | font         |         | 41° 08′ 54″ N, 0° 55′ 49″ E / 41.14843010954°N,0.93015017033074°E    |           |                     | Modifica les dades a Wikidata |

## granja
| imatge | Nom              | Ubicat a   | instància de   | Detalls | coordenades                                                          | Protecció | Commons (més fotos) | Dades a WD                    |
| ------ | ---------------- | ---------- | -------------- | ------- | -------------------------------------------------------------------- | --------- | ------------------- | ----------------------------- |
|        | Granges Llaberia | Duesaigües | granja edifici |         | 41° 08′ 39″ N, 0° 55′ 45″ E / 41.1441146143642°N,0.929256137590636°E |           |                     | Modifica les dades a Wikidata |
|        | Granja Hernández | Duesaigües | granja edifici |         | 41° 08′ 41″ N, 0° 55′ 48″ E / 41.1446678030324°N,0.929965569059494°E |           |                     | Modifica les dades a Wikidata |
|        | Granja Mestre    | Duesaigües | granja edifici |         | 41° 08′ 50″ N, 0° 55′ 51″ E / 41.1473519088595°N,0.930965468082237°E |           |                     | Modifica les dades a Wikidata |
|        | Granja Ros       | Duesaigües | granja edifici |         | 41° 09′ 06″ N, 0° 56′ 35″ E / 41.1516833311326°N,0.942972359332802°E |           |                     | Modifica les dades a Wikidata |

## masia
| imatge | Nom                  | Ubicat a   | instància de | Detalls | coordenades                                                          | Protecció | Commons (més fotos) | Dades a WD                    |
| ------ | -------------------- | ---------- | ------------ | ------- | -------------------------------------------------------------------- | --------- | ------------------- | ----------------------------- |
|        | Caseta del Domingo   | Duesaigües | masia        |         | 41° 08′ 24″ N, 0° 55′ 40″ E / 41.1401226193685°N,0.927654138647362°E |           |                     | Modifica les dades a Wikidata |
|        | Caseta del Fuentes   | Duesaigües | masia        |         | 41° 08′ 35″ N, 0° 55′ 53″ E / 41.1429802986895°N,0.931293574374512°E |           |                     | Modifica les dades a Wikidata |
|        | Caseta del Maiep     | Duesaigües | masia        |         | 41° 09′ 36″ N, 0° 55′ 12″ E / 41.1599981058265°N,0.919972359444055°E |           |                     | Modifica les dades a Wikidata |
|        | Caseta del Perfecto  | Duesaigües | masia        |         | 41° 09′ 32″ N, 0° 54′ 58″ E / 41.1587661982497°N,0.916102228860457°E |           |                     | Modifica les dades a Wikidata |
|        | Caseta del Siurana   | Duesaigües | masia        |         | 41° 09′ 09″ N, 0° 55′ 14″ E / 41.1524248358514°N,0.920569358008825°E |           |                     | Modifica les dades a Wikidata |
|        | Caseta del Tomàs     | Duesaigües | masia        |         | 41° 10′ 27″ N, 0° 54′ 28″ E / 41.1742525671416°N,0.907827052234879°E |           |                     | Modifica les dades a Wikidata |
|        | Caseta del Torroja   | Duesaigües | masia        |         | 41° 09′ 05″ N, 0° 56′ 31″ E / 41.151479°N,0.941936°E                 |           |                     | Modifica les dades a Wikidata |
|        | Corralot del Maiep   | Duesaigües | masia        |         | 41° 09′ 36″ N, 0° 55′ 09″ E / 41.159939476652°N,0.9190616853048°E    |           |                     | Modifica les dades a Wikidata |
|        | Mas d'en Ros         | Duesaigües | masia        |         | 41° 09′ 39″ N, 0° 55′ 30″ E / 41.160947161891°N,0.92498892380755°E   |           |                     | Modifica les dades a Wikidata |
|        | Mas de la Potra      | Duesaigües | masia        |         | 41° 10′ 25″ N, 0° 54′ 10″ E / 41.1737024294578°N,0.902837882739055°E |           |                     | Modifica les dades a Wikidata |
|        | Mas de la Xurivia    | Duesaigües | masia        |         | 41° 09′ 16″ N, 0° 54′ 50″ E / 41.154445376357°N,0.913760354386147°E  |           |                     | Modifica les dades a Wikidata |
|        | Mas de les Xurivies  | Duesaigües | masia        |         | 41° 09′ 42″ N, 0° 54′ 30″ E / 41.161545600837°N,0.90828434089825°E   |           |                     | Modifica les dades a Wikidata |
|        | Mas del Monner       | Duesaigües | masia        |         | 41° 10′ 47″ N, 0° 55′ 22″ E / 41.1796956324483°N,0.92290171161185°E  |           |                     | Modifica les dades a Wikidata |
|        | Mas del Nord         | Duesaigües | masia        |         | 41° 09′ 45″ N, 0° 56′ 21″ E / 41.1624676796103°N,0.939095193146822°E |           |                     | Modifica les dades a Wikidata |
|        | Mas del Patró        | Duesaigües | masia        |         | 41° 10′ 15″ N, 0° 55′ 20″ E / 41.1707317050103°N,0.922302879827048°E |           |                     | Modifica les dades a Wikidata |
|        | Mas del Tarragó      | Duesaigües | masia        |         | 41° 09′ 53″ N, 0° 56′ 00″ E / 41.16469794098°N,0.93321381533645°E    |           |                     | Modifica les dades a Wikidata |
|        | Mas del Vaitot       | Duesaigües | masia        |         | 41° 10′ 27″ N, 0° 55′ 02″ E / 41.1740333320271°N,0.917096441675706°E |           |                     | Modifica les dades a Wikidata |
|        | Masia de la Candieta | Duesaigües | masia        |         | 41° 08′ 34″ N, 0° 56′ 05″ E / 41.1427559302355°N,0.934851322567559°E |           |                     | Modifica les dades a Wikidata |
|        | Xalet de Josep Gras  | Duesaigües | masia        |         | 41° 08′ 43″ N, 0° 55′ 56″ E / 41.1453199609284°N,0.9321732583859°E   |           |                     | Modifica les dades a Wikidata |

## pedrera
| imatge | Nom                | Ubicat a   | instància de | Detalls | coordenades                                                          | Protecció | Commons (més fotos) | Dades a WD                    |
| ------ | ------------------ | ---------- | ------------ | ------- | -------------------------------------------------------------------- | --------- | ------------------- | ----------------------------- |
|        | Pedrera del Manyot | Duesaigües | pedrera      |         | 41° 09′ 57″ N, 0° 54′ 53″ E / 41.16582791828°N,0.914614982705913°E   |           |                     | Modifica les dades a Wikidata |
|        | Pedrera del Vicari | Duesaigües | pedrera      |         | 41° 10′ 05″ N, 0° 54′ 35″ E / 41.1680638061524°N,0.909764281385021°E |           |                     | Modifica les dades a Wikidata |

## Misc
| imatge | Nom                               | Ubicat a                                     | instància de                                   | Detalls                     | coordenades                                                                                  | Protecció                                  | Commons (més fotos)                    | Dades a WD                    |
| ------ | --------------------------------- | -------------------------------------------- | ---------------------------------------------- | --------------------------- | -------------------------------------------------------------------------------------------- | ------------------------------------------ | -------------------------------------- | ----------------------------- |
|        | Barranc de l'Argentera            | l'Argentera Duesaigües                       | curs d'aigua                                   |                             | 41° 08′ 29″ N, 0° 56′ 25″ E / 41.141504°N,0.940179°E 462 msnm                                |                                            |                                        | Modifica les dades a Wikidata |
|        | Casa davant de l'església         | Duesaigües                                   | casa                                           | Estil: arquitectura popular | 41° 08′ 46″ N, 0° 55′ 50″ E / 41.146111111111°N,0.93055555555556°E ca:Plaça de l'Església, 2 | bé cultural d'interès local                | Casa davant de l'església (Duesaigües) | Modifica les dades a Wikidata |
|        | Duesaigües                        | Duesaigües                                   | entitat singular de població capital municipal | 223 hab                     | 41° 08′ 45″ N, 0° 55′ 52″ E / 41.14590126°N,0.93107457°E 267 msnm                            |                                            |                                        | Modifica les dades a Wikidata |
|        | Font de Vilamanya                 | Duesaigües                                   | font d'aigua                                   |                             | 41° 07′ 58″ N, 0° 55′ 26″ E / 41.132669444444446°N,0.9239777777777778°E                      |                                            | Font de Vilamanya                      | Modifica les dades a Wikidata |
|        | Forn del pla d'en Gibert          | Duesaigües                                   | forn de calç                                   | Estil: arquitectura popular |                                                                                              | bé integrant del patrimoni cultural català |                                        | Modifica les dades a Wikidata |
|        | Parc eòlic del Collet dels Feixos | Duesaigües                                   | parc eòlic                                     |                             | 41° 10′ 59″ N, 0° 55′ 15″ E / 41.183°N,0.920856°E                                            |                                            | Parc eòlic del Collet dels Feixos      | Modifica les dades a Wikidata |
|        | Puigmarí                          | Duesaigües Riudecols                         | muntanya                                       |                             | 41° 09′ 44″ N, 0° 56′ 44″ E / 41.16216944°N,0.94544444°E 664.2 msnm                          |                                            |                                        | Modifica les dades a Wikidata |
|        | Rentador de Duesaigües            | Duesaigües                                   | safareig                                       | Estil: arquitectura popular | 41° 08′ 37″ N, 0° 55′ 40″ E / 41.143611111111°N,0.92777777777778°E                           | bé integrant del patrimoni cultural català | Rentador de Duesaigües                 | Modifica les dades a Wikidata |
|        | Santa Maria de Duesaigües         | Duesaigües                                   | església                                       | Estil: arquitectura popular | 41° 08′ 45″ N, 0° 55′ 51″ E / 41.145915°N,0.930822°E                                         | bé cultural d'interès local                | Santa Maria de Duesaigües              | Modifica les dades a Wikidata |
|        | Viaductes del tren                | Duesaigües                                   | viaducte ferroviari                            | Estil: arquitectura popular | 41° 08′ 52″ N, 0° 55′ 49″ E / 41.1479°N,0.93021°E                                            | bé integrant del patrimoni cultural català | Viaducte dels Masos (Duesaigües)       | Modifica les dades a Wikidata |
|        | casa consistorial de Duesaigües   | Duesaigües                                   | casa consistorial                              |                             | 41° 08′ 46″ N, 0° 55′ 51″ E / 41.1460395°N,0.9306961°E                                       |                                            | Casa de la Vila (Duesaigües)           | Modifica les dades a Wikidata |
|        | cementiri de Duesaigües           | Duesaigües                                   | cementiri                                      |                             | 41° 08′ 41″ N, 0° 55′ 44″ E / 41.144646°N,0.9288°E                                           |                                            | Cementiri de Duesaigües                | Modifica les dades a Wikidata |
|        | serra de Pradell                  | l'Argentera Pradell de la Teixeta Duesaigües | serra                                          |                             | 41° 09′ 10″ N, 0° 53′ 54″ E / 41.1529°N,0.898403°E 774 msnm                                  |                                            | Serra de Pradell                       | Modifica les dades a Wikidata |